# Teoría de la carga cognitiva
La teoría de la carga cognitiva es una perspectiva psicocognitiva del aprendizaje y de la instrucción .

## Introducción
Es una teoría de la instrucción de enfoque psicológico. Esta teoría se basa en cómo funciona la arquitectura cognitiva humana. La arquitectura cognitiva se compone de: la memoria de trabajo, la memoria de largo plazo, los esquemas y la automatización y la transferencia de esquemas.

## Categorías del conocimiento humano
Conocimiento biológico primario
Conocimiento biológico secundario

## Arquitectura cognitiva humana
La teoría de la carga cognitiva se basa en los modelos de memoria de Atkinson y Shiffrin y el multicomponencial de Alan Baddeley.

### Memoria de trabajo
Se la considera como un reservorio de recursos cognitivos que son invertidos en las tareas de aprendizaje. Este reservorio está limitado al procesamiento de 4±1 elementos nuevos de información durante aproximadamente 20 segundos.

## La carga cognitiva
La carga cognitiva se la define generalmente como las demandas de recursos de la memoria de trabajo para aprender y resolver una tarea o problema de aprendizaje .

## Categorías de la carga cognitiva
Los investigadores han definido tres carga cognitivas que afectan el aprendizaje de la solución de problemas: carga cognitiva intrínseca, carga cognitiva ajena y carga cognitiva relevante .

## Efectos de la carga cognitiva

### Memoria colectiva de trabajo
Los grupos de aprendizaje son considerados como sistemas de procesamiento de información. Debido a que los grupos tienen mayor capacidad de memoria de trabajo debido a la combinación de las capacidades individuales, los elementos de información de una tarea compleja pueden ser distribuidos entre los miembros del grupo. Esta distribución disminuye la carga cognitiva de la tarea permitiendo al grupo resolver tareas más complejas en comparación con estudiantes individuales. Si las tareas son simples, es mejor el aprendizaje individual. Esta hipótesis ha llevado a plantar una nueva carga cognitiva la carga cognitiva colaborativa.

## Implicaciones para el diseño de la instrucción
La teoría de la carga cognitiva ha sido considerada para formular modelos de instrucción para dominios de conocimiento complejos. Un ejemplo es el modelo de los Cuatro Componentes del Diseño Instruccional (4C/ID), el cual ha sido considerado para la formación de médicos.